# النساء اللواتي يعملن
النساء اللواتي يعملن (بالإسبانية: Mujeres que trabajan)‏ هو فيلم أرجنتيني كوميدي صدر عام 1938 م. أخرجه المخرج الأرجنتيني مانويل روميرو، كما وعرض الفيلم لأول مرة في بيونس آيرس العاصمة الأرجنتينية. كما كان من بطولة تيتو ليوساردو.

## الممثلون
- ميشا أورتيز
- تيتو ليوسادرو
- نيني مارشال
- بيبيتا سيررادو
- أليتا رومان

## وصلات خارجية
- النساء اللواتي يعملن على موقع IMDb (الإنجليزية)
- النساء اللواتي يعملن على موقع أول موفي (الإنجليزية)
- النساء اللواتي يعملن على موقع فيلمافينيتي (الإسبانية)
- النساء اللواتي يعملن على موقع قاعدة بيانات الفيلم (الإنجليزية)
- النساء اللواتي يعملن على موقع ليتربوكسد (الإنجليزية)
- النساء اللواتي يعملن على موقع كينوبويسك (الروسية)
- النساء اللواتي يعملن  في قاعدة بيانات الأفلام على الإنترنت (بالإنجليزية)